# Burundi op de Olympische Zomerspelen 2004
Burundi nam deel aan de Olympische Zomerspelen 2004 in Athene, Griekenland. 
Aan de eerste en enige medaille, behaald in 1996, werd voor de tweede opeenvolgende keer geen medaille toegevoegd. Bij de derde deelname werd ook voor de derde keer deel genomen in de atletiek. Voor het eerst werd deelgenomen in het zwemmen.

## Deelnemers en resultaten

### Atletiek
| Olympiër               | Discipline   | Resultaat | Prestatie                                              |
| ---------------------- | ------------ | --------- | ------------------------------------------------------ |
| Arthémon Hatungimana   | 800m (m)     | 29e       | serie 1: 4de in 1.46,35                                |
| Jean-Patrick Nduwimana | 800m (m)     | 17e       | serie 3: 3de in 1.45,38 halve finale 3: 5de in 1.46,15 |
| Jean-Paul Gahimbaré    | marathon (m) | DNF       | niet gefinisht                                         |
| Joachim Nshimirimana   | marathon (m) | 32e       | 2:19.31                                                |
|                        |              |           |                                                        |
| Francine Niyonizigiye  | 5000m (v)    | 40e       | serie 1: 19de in 17.21,27                              |

### Zwemmen
| Olympiër           | Discipline          | Resultaat | Prestatie               |
| ------------------ | ------------------- | --------- | ----------------------- |
| Emery Nziyunvira   | 100m vrije slag (m) | 69e       | serie 1: 7de in 1.09,40 |
|                    |                     |           |                         |
| Larissa Inangorore | 100m vrije slag (v) | 49e       | serie 1: 2de in 1.23,90 |

Afghanistan · Albanië · Algerije · Amerikaanse Maagdeneilanden · Amerikaans-Samoa · Andorra · Angola · Antigua en Barbuda · Argentinië · Armenië · Aruba · Australië · Azerbeidzjan · Bahama's · Bahrein · Bangladesh · Barbados · België · Belize · Benin · Bermuda · Bhutan · Bolivia · Bosnië en Herzegovina · Botswana · Brazilië · Britse Maagdeneilanden · Brunei · Bulgarije · Burkina Faso · Burundi · Cambodja · Canada · Centraal-Afrikaanse Republiek · Chili · China · Chinees Taipei · Colombia · Comoren · Congo-Brazzaville · Congo-Kinshasa · Cookeilanden · Costa Rica · Cuba · Cyprus · Denemarken · Djibouti · Dominica · Dominicaanse Republiek · Duitsland · Ecuador · Egypte · El Salvador · Equatoriaal-Guinea · Eritrea · Estland · Ethiopië · Fiji · Filipijnen · Finland · Frankrijk · Gabon · Gambia · Georgië · Ghana · Grenada · Griekenland · Groot-Brittannië · Guam · Guatemala · Guinee · Guinee‑Bissau · Guyana · Haïti · Honduras · Hongarije · Hongkong · Ierland · IJsland · India · Indonesië · Irak · Iran · Israël · Italië · Ivoorkust · Jamaica · Japan · Jemen · Jordanië · Kaaimaneilanden · Kaapverdië · Kameroen · Kazachstan · Kenia · Kirgizië · Kiribati · Koeweit · Kroatië · Laos · Lesotho · Letland · Libanon · Liberia · Libië · Liechtenstein · Litouwen · Luxemburg · Macedonië · Madagaskar · Malawi · Malediven · Maleisië · Mali · Malta · Marokko · Mauritanië · Mauritius · Mexico · Micronesië · Moldavië · Monaco · Mongolië · Mozambique · Myanmar · Namibië · Nauru · Nederland · Nederlandse Antillen · Nepal · Nicaragua · Nieuw-Zeeland · Niger · Nigeria · Noord-Korea · Noorwegen · Oeganda · Oekraïne · Oezbekistan · Oman · Oostenrijk · Oost‑Timor · Pakistan · Palau · Palestina · Panama · Papoea-Nieuw-Guinea · Paraguay · Peru · Polen · Portugal · Puerto Rico · Qatar · Roemenië · Rusland · Rwanda · Saint Kitts en Nevis · Saint Lucia · Saint Vincent en Grenadines · Salomonseilanden · Samoa · San Marino · Sao Tomé en Principe · Saoedi-Arabië · Senegal · Servië en Montenegro · Seychellen · Sierra Leone · Singapore · Slovenië · Slowakije · Soedan · Somalië · Spanje · Sri Lanka · Suriname · Swaziland · Syrië · Tadzjikistan · Tanzania · Thailand · Togo · Tonga · Trinidad en Tobago · Tsjaad · Tsjechië · Tunesië · Turkije · Turkmenistan · Uruguay · Vanuatu · Venezuela · Verenigde Arabische Emiraten · Verenigde Staten · Vietnam · Wit-Rusland · Zambia · Zimbabwe · Zuid-Afrika · Zuid-Korea · Zweden · Zwitserland